# ميغيل غونزاليس
ميغيل غونزاليس (بالإسبانية: Miguel Bosé )‏ (و. 1956 – م) هو مغني، وممثل، وملحن، ومقدم برامج، من إيطاليا، ولد في بنما.

## وصلات خارجية
- ميغيل غونزاليس على موقع IMDb (الإنجليزية)
- ميغيل غونزاليس على موقع ألو سيني (الفرنسية)
- ميغيل غونزاليس على موقع ميوزك برينز (الإنجليزية)
- ميغيل غونزاليس على موقع أول موفي (الإنجليزية)
- ميغيل غونزاليس على موقع قاعدة بيانات الأفلام السويدية (السويدية)
- ميغيل غونزاليس على موقع إن إن دي بي (الإنجليزية)
- ميغيل غونزاليس على موقع أول ميوزيك (الإنجليزية)
- ميغيل غونزاليس على موقع ديسكوغز (الإنجليزية)
- ميغيل غونزاليس على موقع قاعدة بيانات الفيلم (الإنجليزية)
- ميغيل غونزاليس على موقع كينوبويسك (الروسية)